# أبيل ريسينو
أبيل ريسينو (بالإسبانية: Abel Resino)‏ (مواليد 2 فبراير 1960 في فيلادا - إسبانيا) لاعب كرة قدم إسباني معتزل كان يجيد اللعب في مركز حارس مرمى وحاليا مدرب نادي الدرجة الأولى أتلتيكو مدريد الإسباني منذ 2009 .

## روابط خارجية
- أبيل ريسينو على موقع قاعدة بيانات كرة القدم.إي يو (الإنجليزية)
- أبيل ريسينو على موقع ناشيونال فوتبول تيمز (الإنجليزية)
- أبيل ريسينو على موقع عالم كرة القدم.نت (الإنجليزية)
- أبيل ريسينو على موقع كووورة